# Abagrotis alternata
Abagrotis alternata är en fjärilsart som beskrevs av Augustus Radcliffe Grote 1864. Abagrotis alternata ingår i släktet Abagrotis och familjen nattflyn. Inga underarter finns listade i Catalogue of Life.